# Alexander Isak
Alexander Isak (amh. አሌክሳንደር ኢሳክ; ur. 21 września 1999 w Solnie) – szwedzki piłkarz pochodzenia erytrejskiego, występujący na pozycji napastnika w angielskim klubie Newcastle United oraz reprezentacji Szwecji. Uczestnik Mistrzostw Europy 2020.

## Kariera klubowa

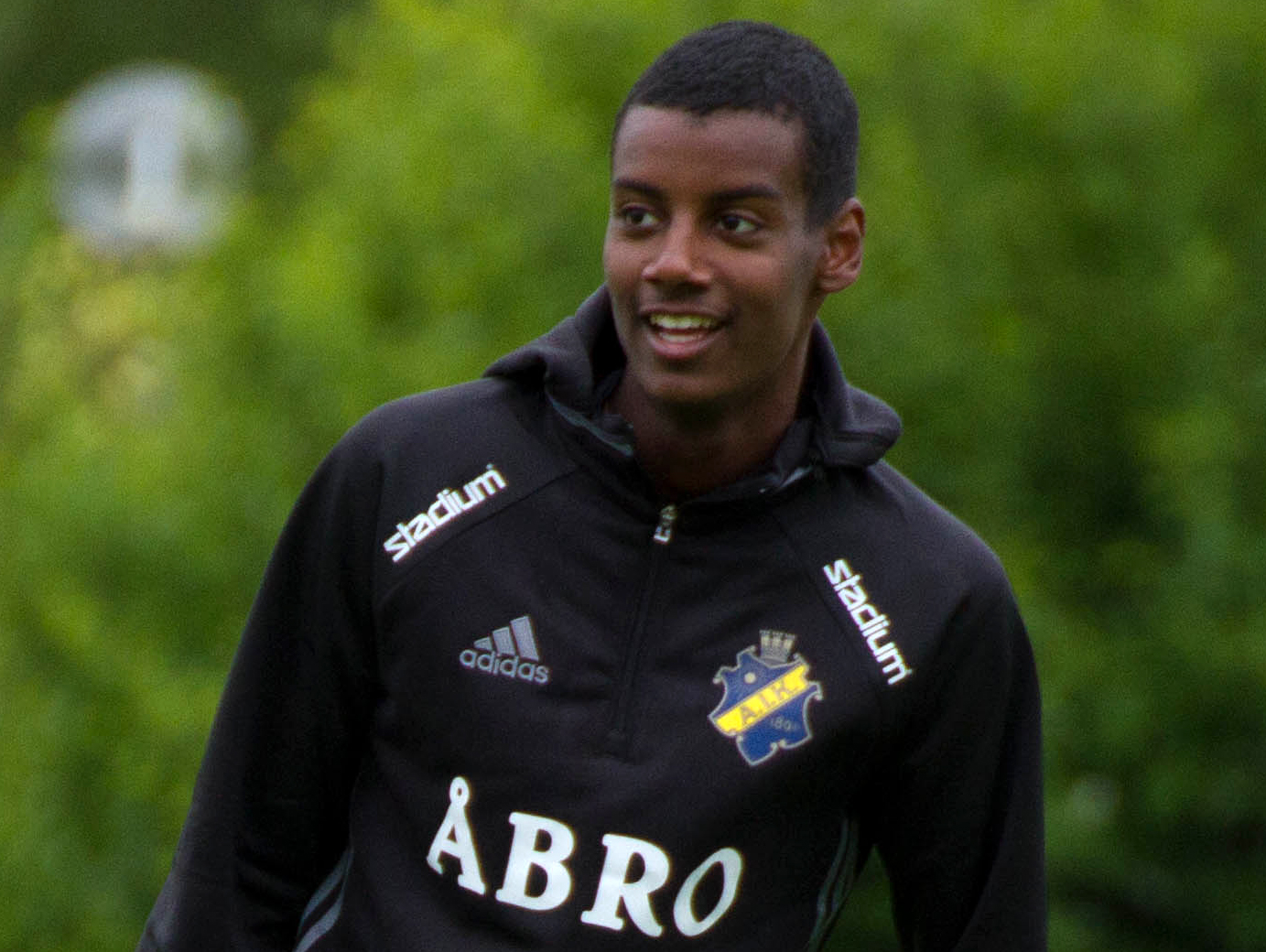
Isak podczas treningu AIK-u w 2016 roku

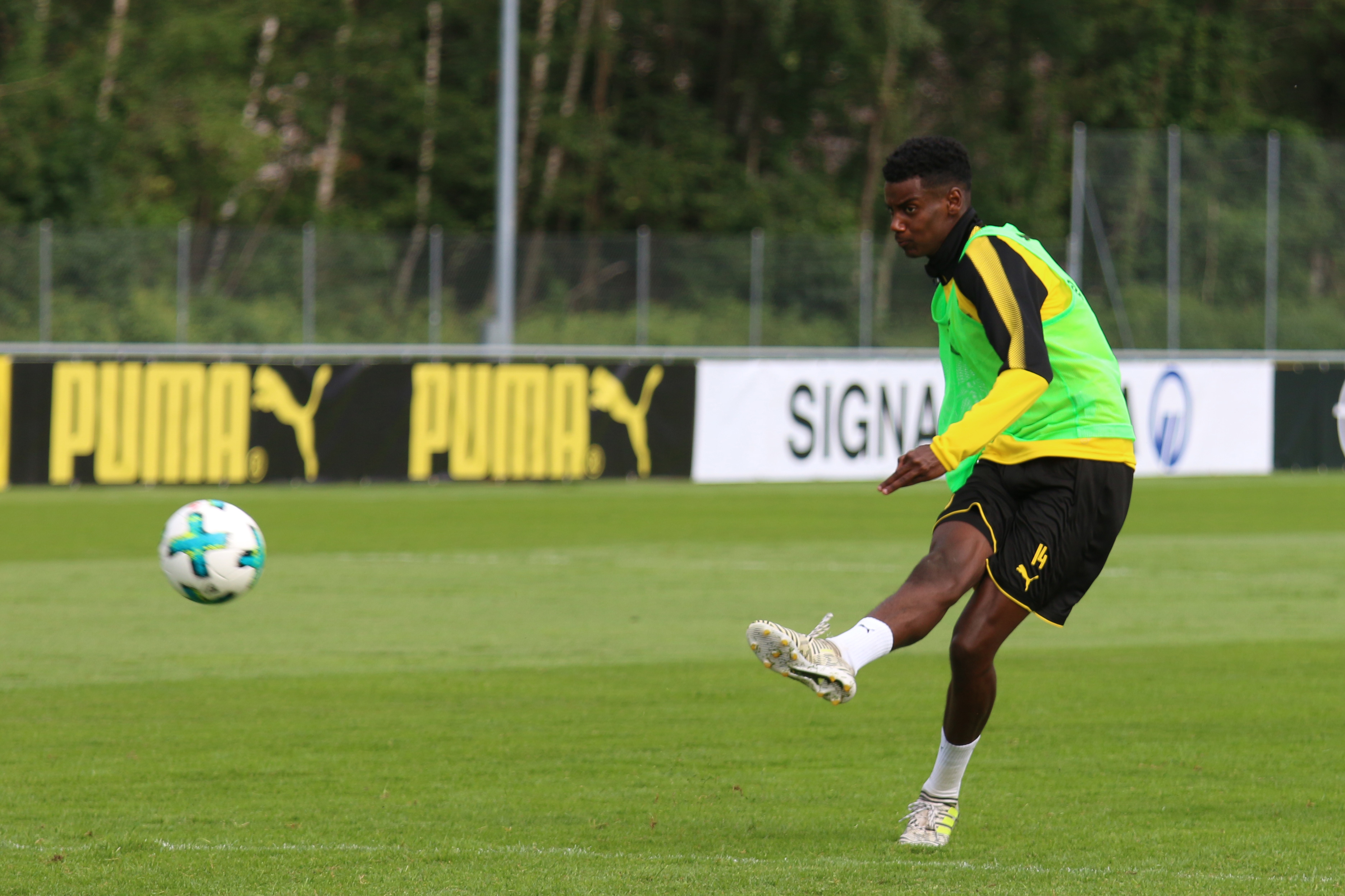
Isak na treningu Borussii (2017)

Wychowanek AIK Fotboll, w którym rozpoczął treningi w wieku 5 lat. W pierwszej drużynie tego klubu zadebiutował 28 lutego 2016 w wygranym 6:0 meczu Pucharu Szwecji z Tenhults IF, w którym strzelił gola, stając się najmłodszym w historii klubu strzelcem gola w oficjalnym meczu. Debiut ligowy zaliczył 7 kwietnia 2016 w wygranym 2:0 meczu z Östersunds FK, w którym także strzelił gola. W maju 2016 został oficjalnie włączony do pierwszej drużyny, podpisując dwuipółletni kontrakt. 21 września 2016, w dniu swoich siedemnastych urodzin, strzelił 2 gole w wygranym 3:0 derbowym spotkaniu z Djurgårdens IF. W listopadzie 2016 został debiutantem sezonu oraz ulubieńcem kibiców w lidze szwedzkiej.
W styczniu 2017 podpisał długoterminowy kontrakt z Borussią Dortmund. 2 lutego 2017 transfer został oficjalnie zatwierdzony przez FIFA. 14 marca 2017 zadebiutował w tym klubie w wygranym 3:0 meczu Pucharu Niemiec ze Sportfreunde Lotte, wchodząc na boisko w 86. minucie spotkania. W Bundeslidze zadebiutował 17 września 2017 w wygranym 5:0 meczu z 1. FC Köln, wchodząc na boisko w 85. minucie spotkania za Pierre-Emericka Aubameyanga. Po raz pierwszy w podstawowym składzie zagrał 24 października 2017 w wygranym 5:0 meczu Pucharu Niemiec z 1. FC Magdeburg, w którym strzelił gola i zanotował asystę. Był to jego jedyny gol i asysta zdobyte dla niemieckiego zespołu.
W styczniu 2019 został wypożyczony do końca sezonu do Willem II Tilburg. Zadebiutował w tym klubie 27 stycznia 2019 w wygranym 1:0 spotkaniu z FC Utrecht, natomiast po raz pierwszy w podstawowym składzie zagrał 2 lutego 2019 w przegranym 1:2 meczu z FC Utrecht. Pierwszego gola strzelił dwa tygodnie później w przegranym 2:3 pojedynku z Vitesse Arnhem. 30 marca w wygranym 3:2 meczu z Fortuną Sittard strzelił 3 gole z rzutów karnych jako pierwszy zawodnik w historii Eredivisie. Łącznie w holenderskim klubie wystąpił 16 razy i strzelił 13 goli, zostając najlepszym strzelcem sezonu w swojej drużynie (ex aequo z Franem Solem) i trzynastym w lidze. Ponadto wraz z klubem dotarł do finału Pucharu Holandii, w którym Willem II przegrało z Ajaxem 0:4. W meczu półfinałowym, w którym zespół z Tilburga pokonał AZ Alkmaar po rzutach karnych, Isak strzelił gola na 1:1. Willem II zagrało w finale pucharu po raz pierwszy od 2005 roku.
W czerwcu 2019 podpisał pięcioletni kontrakt z Realem Sociedad. Zadebiutował w tym klubie 17 sierpnia 2019 w zremisowanym 1:1 spotkaniu z Valencia CF, a pierwszego gola strzelił 22 września 2019 w wygranym 3:1 meczu z Espanyolem. Kolejną bramkę zdobył 27 października 2019 w wygranym 1:0 spotkaniu z Celtą Vigo. W sezonie 2019/2020 najczęściej wchodził na boisko z ławki rezerwowych, jednakże wystąpił niemal we wszystkich meczach swojej drużyny. Tylko czterokrotnie rozegrał cały mecz, z czego trzy razy w Copa del Rey. Łącznie we wszystkich rozgrywkach strzelił 16 goli i zdobył z zespołem Puchar Króla, zostając królem strzelców tych rozgrywek z 7 bramkami. W sezonie 2020/2021 był już podstawowym zawodnikiem drużyny. 21 lutego 2021 strzelił hat tricka w wygranym 4:0 spotkaniu z Deportivo Alavés, stając się pierwszym Szwedem od 1949 roku, który strzelił 3 gole w jednym meczu w lidze hiszpańskiej. Łącznie strzelił 17 goli w 34 meczach ligowych, co dało mu szóste miejsce w klasyfikacji najlepszych strzelców sezonu. Został również wybrany najlepszym zawodnikiem sezonu przez kibiców klubu. W lipcu 2021 przedłużył kontrakt z klubem do czerwca 2026.
W sierpniu 2022 przeszedł do Newcastle United. Zadebiutował w tym klubie 31 sierpnia w przegranym 1:2 meczu z Liverpoolem, w którym strzelił gola.

## Kariera reprezentacyjna

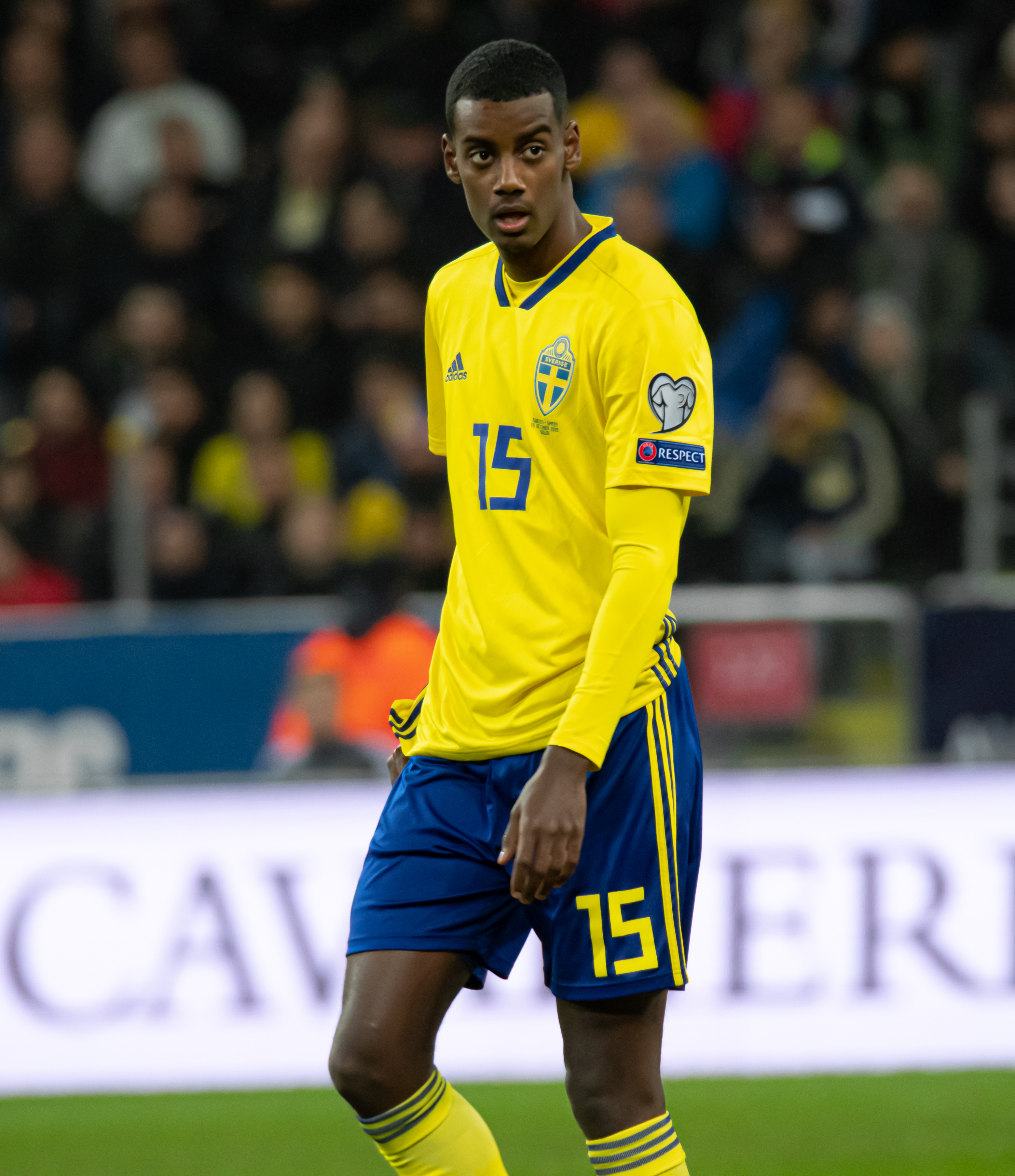
Isak w meczu z Hiszpanią w eliminacjach do Euro 2020

Młodzieżowy reprezentant Szwecji w kadrach od U-16 do U-21. W dorosłej reprezentacji zadebiutował 8 stycznia 2017 w przegranym 1:2 meczu towarzyskim z Wybrzeżem Kości Słoniowej. Pierwszego gola w kadrze zdobył 4 dni później w wygranym 6:0 spotkaniu towarzyskim ze Słowacją, stając się najmłodszym strzelcem gola w historii reprezentacji. Kolejną bramkę strzelił 7 czerwca 2019 w wygranym 3:0 meczu eliminacji do ME 2020 z Maltą. Następne 2 gole zdobył 5 września 2019 w wygranym 4:0 spotkaniu eliminacji do Euro 2020 z Wyspami Owczymi. Kolejną bramkę strzelił 8 października 2020 w wygranym 2:1 meczu towarzyskim z Rosją.
18 maja 2021 znalazł się w gronie 26 zawodników powołanych na Euro 2020. Na mistrzostwach wystąpił w trzech meczach grupowych: zremisowanym 0:0 z Hiszpanią, wygranym 1:0 ze Słowacją, w którym został uznany najlepszym zawodnikiem spotkania oraz wygranym 3:2 z Polską, po których Szwedzi wygrali grupę i awansowali do ⅛ finału, gdzie zagrali z Ukrainą. Szwedzi przegrali ten mecz 1:2 po dogrywce, a Isak zanotował asystę przy golu na 1:1.

## Styl gry
Jest zawodnikiem szybkim, silnym i inteligentnym, z dobrym dryblingiem. Często bywa porównywany do Zlatana Ibrahimovicia.

## Życie osobiste
Jest synem imigrantów z Erytrei, którzy pod koniec lat 80. wyemigrowali do Szwecji. Ma siostrę Nyat i brata Binyama.

## Sukcesy

### Borussia Dortmund
- Puchar Niemiec: 2016/2017

### Real Sociedad
- Copa del Rey: 2019/2020

### Newcastle United
- Puchar Ligi Angielskiej: 2024/25